# Wyrozęby-Podawce (gromada)
Wyrozęby-Podawce – dawna gromada, czyli najmniejsza jednostka podziału terytorialnego Polskiej Rzeczypospolitej Ludowej w latach 1954–1972.
Gromady, z gromadzkimi radami narodowymi (GRN) jako organami władzy najniższego stopnia na wsi, funkcjonowały od reformy reorganizującej administrację wiejską przeprowadzonej jesienią 1954 do momentu ich zniesienia z dniem 1 stycznia 1973, tym samym wypierając organizację gminną w latach 1954–1972.
Gromadę Wyrozęby-Podawce z siedzibą GRN w Wyrozębach-Podawcach utworzono – jako jedną z 8759 gromad na terenie Polski – w powiecie sokołowskim w woj. warszawskim, na mocy uchwały nr VI/10/21/54 WRN w Warszawie z dnia 5 października 1954. W skład jednostki weszły obszary dotychczasowych gromad Kobylany Górne, Ostrówek, Smuniew, Skwierczyn Wieś, Skwierczyn Dwór, Włodki, Wyrozęby-Konaty i Wyrozęby-Podawce ze zniesionej gminy Wyrozęby w tymże powiecie. Dla gromady ustalono 14 członków gromadzkiej rady narodowej.
31 grudnia 1959 do gromady Wyrozęby-Podawce przyłączono obszary zniesionych gromad Sawice Wieś i Czaple-Andrelewicze (bez wsi Czaple-Wieś, Bartków Nowy, Bartków Stary, Mogielnica i Zaleś) w tymże powiecie.
Gromada przetrwała do końca 1972 roku, czyli do kolejnej reformy gminnej.